# 't Is OK
"t Is OK" ("Está bem") foi a canção que representou a Holanda no Festival Eurovisão da Canção 1978 interpretado em neerlandês pela banda Harmony. O referido tema teve letra de Toon Gispen e de Dick Kooiman, música de Eddy Ouwens e foi orquestrada por Harry van Hoof.
A canção é sobre a força de uma canção alegre. A banda explica que todos precisamos de brilhar cantando uma canção "alegre e em harmonia". 
A canção holandesa foi a décima primeira a ser cantada na noite, depois da belga e antes da canção turca. No final da votação, terminou em 13.º lugar e recebeu 37 pontos. 